# جشنواره تلویزیونی مونت-کارلو

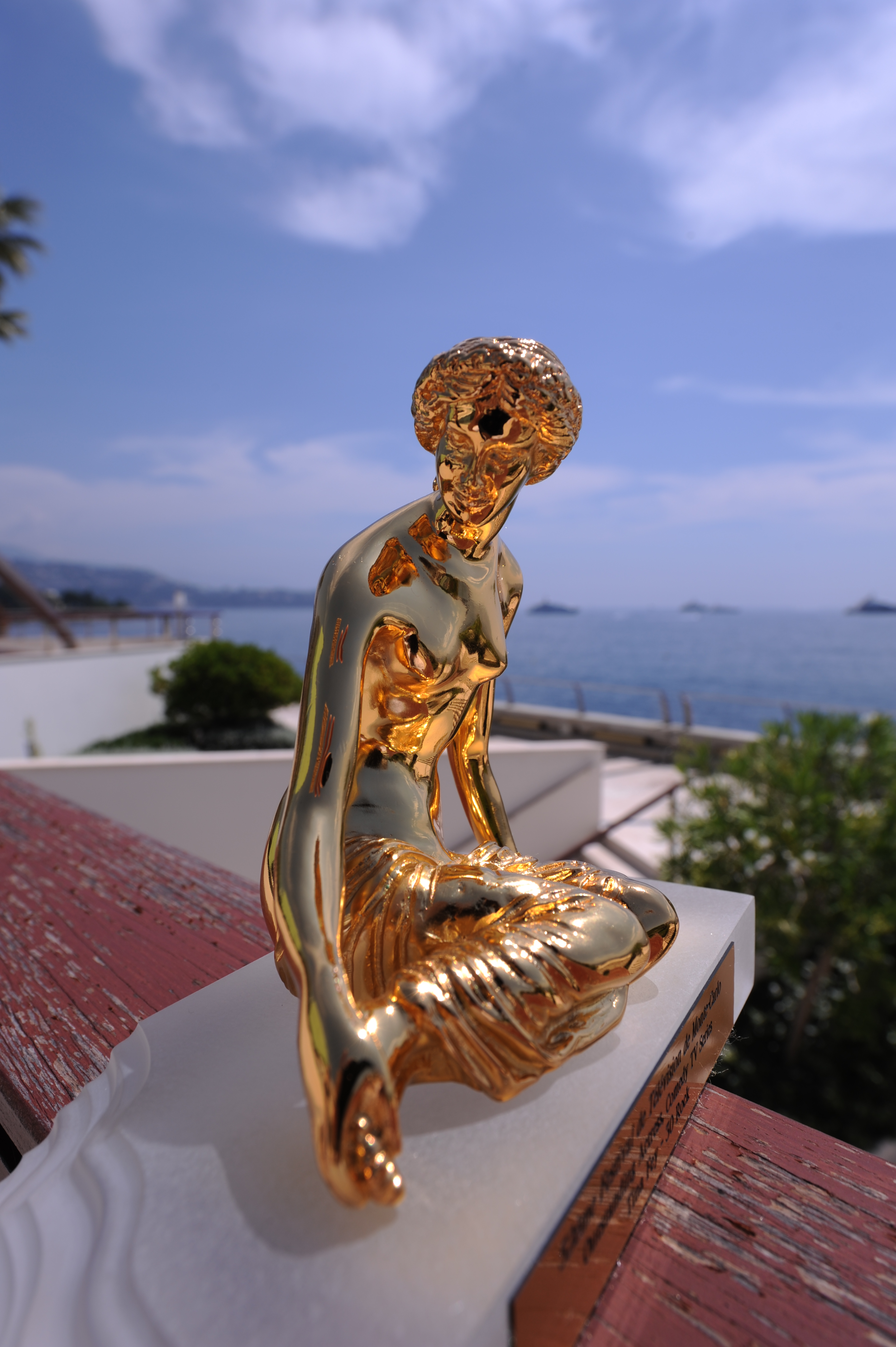
حوری زرین

جشنواره تلویزیونی مونت-کارلو (فرانسوی: Festival de Télévision de Monte-Carlo‎) نام یک رقابت و جشنوارهٔ بین‌المللی است که تمرکزش بر تولیدات تلویزیونی است و در سال ۱۹۶۱ میلادی توسط رینیه سوم، شاهزاده موناکو بنیان نهاده شد.
این جشنواره همه‌ساله در شهر مونت‌کارلو در موناکو برگزار می‌شود و تندیس آن، یک زن زیبای زرین موسوم به «حوری زرین» است که از مجسمهٔ سالماسیس اثر «فرانسیس ژوزف بوسیو» (۱۸۴۵–۱۷۶۸) الهام گرفته شد و نسخهٔ اصلی‌اش در موزه لوور پاریس نگهداری می‌شود.